# Kami, Miyagi
Kami (加美町 Kami-machi) là thị trấn thuộc huyện Kami, tỉnh Miyagi, Nhật Bản. Tính đến ngày 1 tháng 10 năm 2020, dân số ước tính thị trấn là 21.943 người và mật độ dân số là 48 người/km2. Tổng diện tích thị trấn là 460,67 km2.